# Сулейманово (Сафакулевський округ)
Сулейма́ново (рос. Сулейманово) — село у складі Сафакулевського округу Курганської області, Росія.
Населення — 525 осіб (2010, 757 у 2002).
Національний склад станом на 2002 рік:
- башкири — 75 %